# Przywództwo transformacyjne
Przywództwo transformacyjne – proces, w którym wszyscy jego uczestnicy (zarówno lider, jak i reszta członków grupy) oddziałują na siebie nawzajem poprzez odwoływanie się do wartości istotnych dla obydwóch stron. W modelu tym styl kierowania przywódcy opiera się na dążeniu do zmiany wartości wewnątrz organizacji i realizacji celów poprzez uczynienie współpracowników zwolennikami jego wizji, a nie jedynie wynajętymi pracownikami, jak to ma miejsce w modelu przywództwa transakcyjnego. Z perspektywy efektywności całej organizacji styl przywództwa opierający się na motywacji pracowników poprzez zaangażowanie i odwoływanie się do moralności czy wartości jest uznawany za bardziej efektywny.
Według Krzysztofa Obłoja przywódca transformacyjny osiąga swoje cele m.in. przez umiejętność obserwacji i identyfikacji przyszłych trendów, tworzenia śmiałych i inspirujących pracowników misji oraz szybkiego reagowania na zmiany.
Twórca terminu, Bernard M. Bass, zwraca uwagę na cztery istotne elementy tego rodzaju przywództwa:
- Indywidualne traktowanie – lider jest zainteresowany rozwojem (nie tylko na płaszczyźnie zawodowej ale również osobistej) pracowników, stwarza im okazje do uczenia się, jest świadomy potrzeb członków grupy. W ten sposób pracownicy nabywają kompetencje i umiejętności, dzięki czemu mogą w przyszłości sami wychodzić z inicjatywą.
- Stymulacja intelektualna – lider motywuje i zachęca resztę zespołu do kreatywności, innowacyjności, samodzielnego (często krytycznego) myślenia, itp., poprzez dawanie szerokich możliwości działania, szerokiej wizji oraz akceptacji nawet szalonych pomysłów.
- Inspirujące motywowanie – lider inspiruje resztę zespołu optymistycznym i realistycznym obrazem przyszłości zwiększając ich zaangażowanie w podejmowanie działanie i dążenie do celu.
- Wyidealizowany przykład – charyzmatyczny lider jest równocześnie przykładem dla członków grupy. Zawsze głęboko wierzy w prezentowaną przez siebie wizję. Jest wytrwały i zdeterminowany do osiągania zamierzonych celów, wykazuje się pełną odpowiedzialnością. Pozostali członkowie grupy zwykle obdarzają go zaufaniem i są z nim silnie związani emocjonalnie.

Ten typ przywództwa jest częścią szerszego modelu Bassa, który obejmuje również dwukomponentowe przywództwo transakcyjne oraz przywództwo nieingerujące.

## Wizja w przywództwie transformacyjnym
W przywództwie transformacyjnym stawia się szczególny nacisk na stworzenie wizji przyszłości. Powinna ona być realistyczna, wiarygodna i atrakcyjna. Powinna wyrastać z teraźniejszości i ulepszać ją. Wizja obejmuje jasną i przykuwającą uwagę symbolikę innowacyjnego sposobu poprawy, uznającą tradycję i czerpiącą z niej. Wizja powinna także wiązać się z działaniami, które ludzie mogą podjąć, aby doprowadzić do zmiany.
M. Bratnicki wyróżnia trzy cechy przywódców transformacyjnych związane ze skutecznością z ich wizjonerską rolą:
1. Umiejętność wyjaśniania wizji innym.
2. Umiejętność wyrażania wizji - nie tylko słowami, ale także zachowaniem. Wymaga to postępowania w sposób, który nieustannie przekazuje i wzmacnia wizję.
3. Umiejętność rozciągnięcia wizji na różne sytuacje - programowania czynności w taki sposób, aby można było realizować wizję w różnych warunkach.